# Symplocos ramosissima
Symplocos ramosissima är en tvåhjärtbladig växtart som beskrevs av Nathaniel Wallich och George Don jr. Symplocos ramosissima ingår i släktet Symplocos och familjen Symplocaceae. Utöver nominatformen finns också underarten S. r. xylopyrena.